# Ed. Wüsthof Dreizackwerk
Wüsthof è una coltelleria, impresa familiare con sede a Solingen. La denominazione ufficiale è Ed. Wüsthof Dreizackwerk KG. La famiglia che ha fondato la società è alla settima generazione alla guida dell'azienda nella produzione di coltelli, coltelli da cucina e forbici.

## Azienda
Tutti i prodotti Wüsthof vengono realizzati in Germania in tre siti a Solingen. Wüsthof nel 2014 aveva 410 dipendenti di cui 340 a Solingen.
I prodotti Wüsthof vengono distribuiti in 90 paesi.

## Storia
La Ed. Wüsthof Dreizackwerk produce dal 1814 a Solingen coltelleria. L'azienda ha dal 1895 un tridente cerchiato come logo, dal 1967 un tridente cerchiato in bianco su sfondo rosso. Il tridente fu brevettato nel 1895 presso il Kaiserlichen Patentamt di Berlino e ora è protetto in tutti i paesi.
Nel 1987 viene fondata la società controllata Wusthof Trident of America (WTA) negli USA. Dal 2009 la sede è a Norwalk, Connecticut. Nel 2012 viene creata la filiale canadese Wusthof Trident of Canada (WTC) in Canada. La sede è a Ottawa. Dal 2010 viene impiegato dalla Wüsthof Messer il taglio laser PEtec (Precision Edge Technology) con capacità Winkel di 28 gradi nel filo lama.
Negli anni 2008 - 2013 la Ed. Wüsthof Dreizackwerk KG ha partecipato alle fiere del settore Ambiente a Francoforte vom Fachkreis Hausrat/GPK (FHG) nella Zentralverband Hartwarenhandel e.V. nel ramo „Hausrat“ come best Partner dei commercianti. Giudicata nelle categorie fedeltà, politica dei prezzi, prodotti attuali, reputazione e quota di mercato. Per due anni consecutivi giudicata "Superpartner" dalla Fachverband Gastronomie- und Großküchen-Ausstattung e.V. (GGKA) in sette categorie: quattro categorie di qualità, reputazione, qualità e affidabilità così come nelle categorie di promozione, politica di promozione, vendite e realizzo. Dal 1998 al 2015 la Ed. Wüsthof Dreizackwerk KG risultava nella categoria „Küchen- und Serviergeräte“ al primo posto.

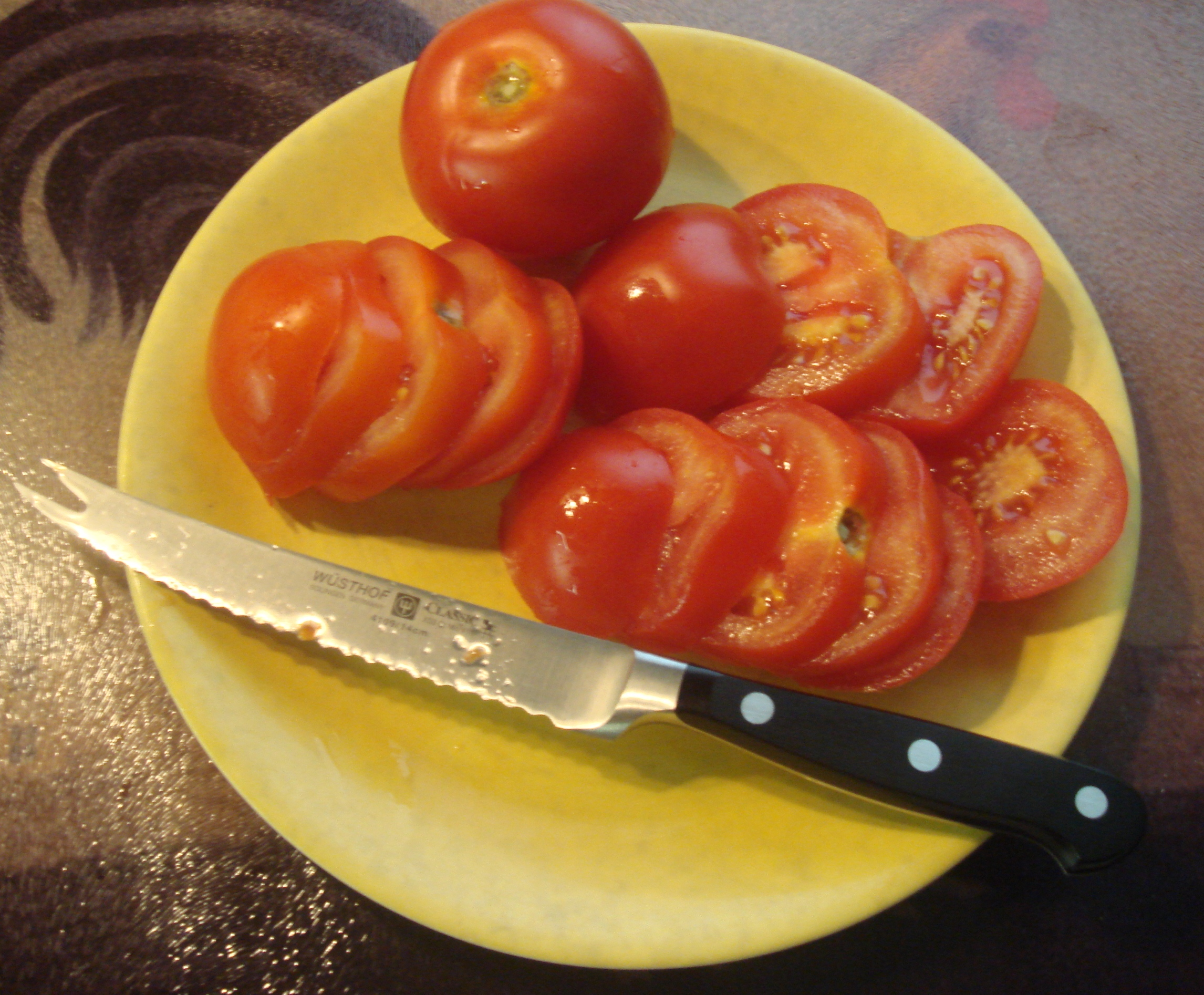
Classic-Serie coltello per pomodori

## Serie premiate e prodotti
La serie Classic e Grand Prix della Wüsthof sono dalla rivista statunitense Magazin Consumer Reports dell'edizione novembre 2005 la miglior scelta, così come dichiarato anche da sempre dal Cook's Illustrated Magazin. Il Santoku-Messer codice articolo 4174 al Grand Prix II Serie dalla Fondazione Wüsthof nel gennaio 2008 venne dichiarato nelle note "buono" (1,8).
Il coltello da cucina codice articolo 4582/20 della serie Classic nell'edizione 11/2012 del ETM-Testmagazin venne dichiarato "molto buono" (92,3%).
Il coltello da cucina codice articolo 4782/10 cm della serie Xline nel 2013 ha vinto il premio Red Dot Design Award.

## Produzione
La produzione della coltelleria avviene con automazione e robotica. Acciaio plastico al Cromo-Molibdeno-Vanadio a 1200 °C viene stampato e indurito a 58° Rockwell e con l'ausilio di taglio laser rifinito nella affilatura. La rifinitura finale è manuale.
Tutti i coltelli Wüsthof sono ricavati da un unico pezzo di acciaio inossidabile nella forma „X50CrMoV15“. La lega contiene 0,5% di Carbonio, 15% di Cromo e piccole quantità di Molibdeno e Vanadio. 
X50CrMoV15 è lo standard tedesco Deutsche-DIN, che in altro standard internazionale è 1.4116 (W-Nr Standard). Vedere acciaio chirurgico.